# Pteropepon acariaeanthus
Pteropepon acariaeanthus är en gurkväxtart som först beskrevs av Hermann August Theodor Harms, och fick sitt nu gällande namn av H.Schaef. och S.S.Renner. Pteropepon acariaeanthus ingår i släktet Pteropepon och familjen gurkväxter. Inga underarter finns listade i Catalogue of Life.